# You Only Live Twice II
You Only Live Twice II est un scénario pour le jeu de rôle James Bond 007, écrit par Raymond Benson en 1986.
Les scénarios pour ce jeu de rôle doivent s'inspirer des films, ou bien, pour les trames originales, prendre le titre d'une suite d'un des films. Celui-ci se déroule principalement en Australie. Il confronte les joueurs à un génie scientifique malade, tentant de se faire passer pour Uluru, la réincarnation d'un dieu aborigène.
Quelques idées issues de ce scénario sont réutilisées par Raymond Benson dans son roman Jour J moins dix, écrit dix ans plus tard.